# Bushmaster
Bushmaster — австралийский бронетранспортёр, разработанный фирмой ADI.

## История создания
Австралия выбрала бронированную колесную машину Bushmaster 4х4, разработанную ADI (австралийская компания, которая теперь является австралийским филиалом транснациональной компании Thales) для удовлетворения своих оперативных потребностей в мобильной машине пехоты IMV (Infantry Mobility Vehicle — транспортное средство пехоты) в марте 1991 года, после международного конкурса. В короткий список вошли модификация Mamba APC, Shorland S600 и ADI Bushmaster.
Австралийской армии требовалась машина для перевозки войск и техники на большие расстояния, использование в бою не предусматривалось.

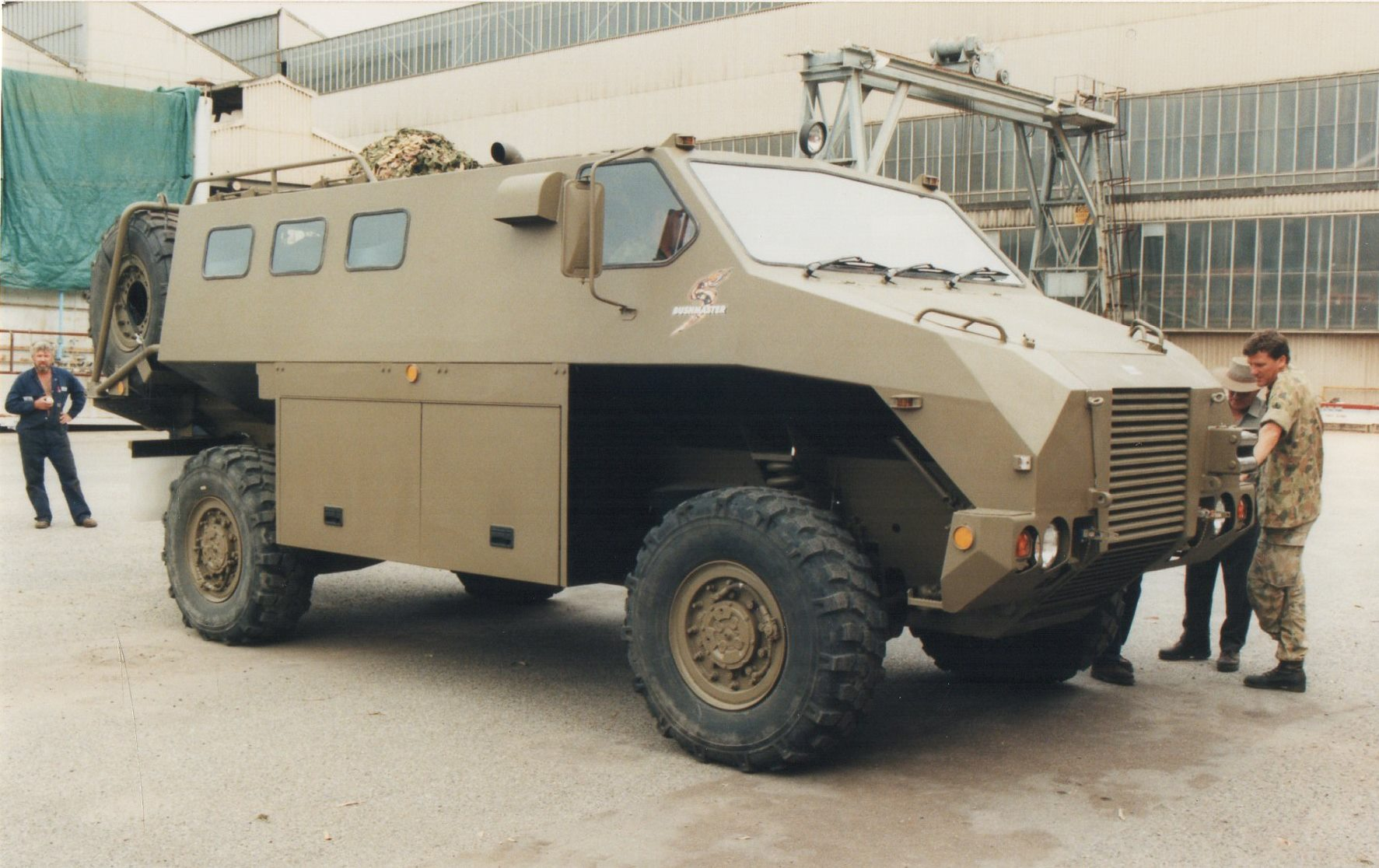
Прототип Bushmaster, конец 1990-х

Опытный образец Bushmaster был изготовлен в 1996 году. В 1998 г. в рамках программы «Bushranger» бронеавтомобили проходили интенсивные испытания. Конкурентами на этом этапе были ASLAV 8x8 и M-113A1. В марте 2000 года официальным победителем конкурса IMV «Bushranger» был признан ADI Bushmaster.
Был заключён контракт на поставку 370 единиц на сумму 118 млн долларов США (180 млн австралийских долларов), в соответствии с первым этапом которого было выпущено 11 машин Bushmaster, которые подверглись серии обширных испытаний с середины 2003 до середины 2004 года.
Массовое производство началось вскоре из расчёта один автомобиль каждые два дня, начиная с 2005 года.

## Конструкция
Доступ в машину осуществлялся через дверь в кормовом бронелисте корпуса, в крыше салона 5 люков. Перед передним люком гнездо под пулемёт 5,56 или 7,62 мм, по бортам корпуса блоки дымовых гранатомётов.
Стандартная конфигурация Bushmaster обеспечивает защиту экипажа от пуль стрелкового оружия, противопехотных мин, которые содержат до 9,5 кг тротилового эквивалента. Этот уровень защиты может обновляться и настраиваться под конкретные требования заказчика.
Чтобы снизить общую стоимость жизненного цикла, в бронетранспортере используются, где это возможно, стандартные автомобильные системы, среди ключевых поставщиков находятся Caterpillar, Fabco, Meritor и ZF.
Стандартное оборудование включает усилитель руля, постоянный полный привод на четыре колеса, центральную систему подкачки шин, флипы для движения на спущенной шине, независимую подвеску с пружинными рессорами, дисковые тормоза, отдельные места для размещения до 10 членов экипажа (включая водителя), пуленепробиваемые окна, раздельную систему кондиционирования и гидравлическую лебедку, которая может быть использована как в передней, так и в задней части машины.
Трансмиссия — семиступенчатый автомат Allison MD-3070 PT.
Цельносварной стальной корпус Bushmaster имеет внутренний объём более 8 кубических метров. Это делает платформу гибкой и подходящей для целого ряда специфических целей, в том числе для операций по поддержанию мира и обнаружения мин.
Бронеавтомобиль спроектирован с учётом возможности перевозки военно-транспортными самолётами C-130.

## Варианты
В дополнение к базовым бронетранспортёрам было создано пять других вариантов: медицинская машины, машина огневой поддержки, 81-мм миномёты, инженерная и командирская машины:
- Bushmaster Troop Carrier
- Bushmaster Ambulance
- Bushmaster IED
- Bushmaster Single Cab
- Bushmaster Dual Cab

## На вооружении
- Австралия

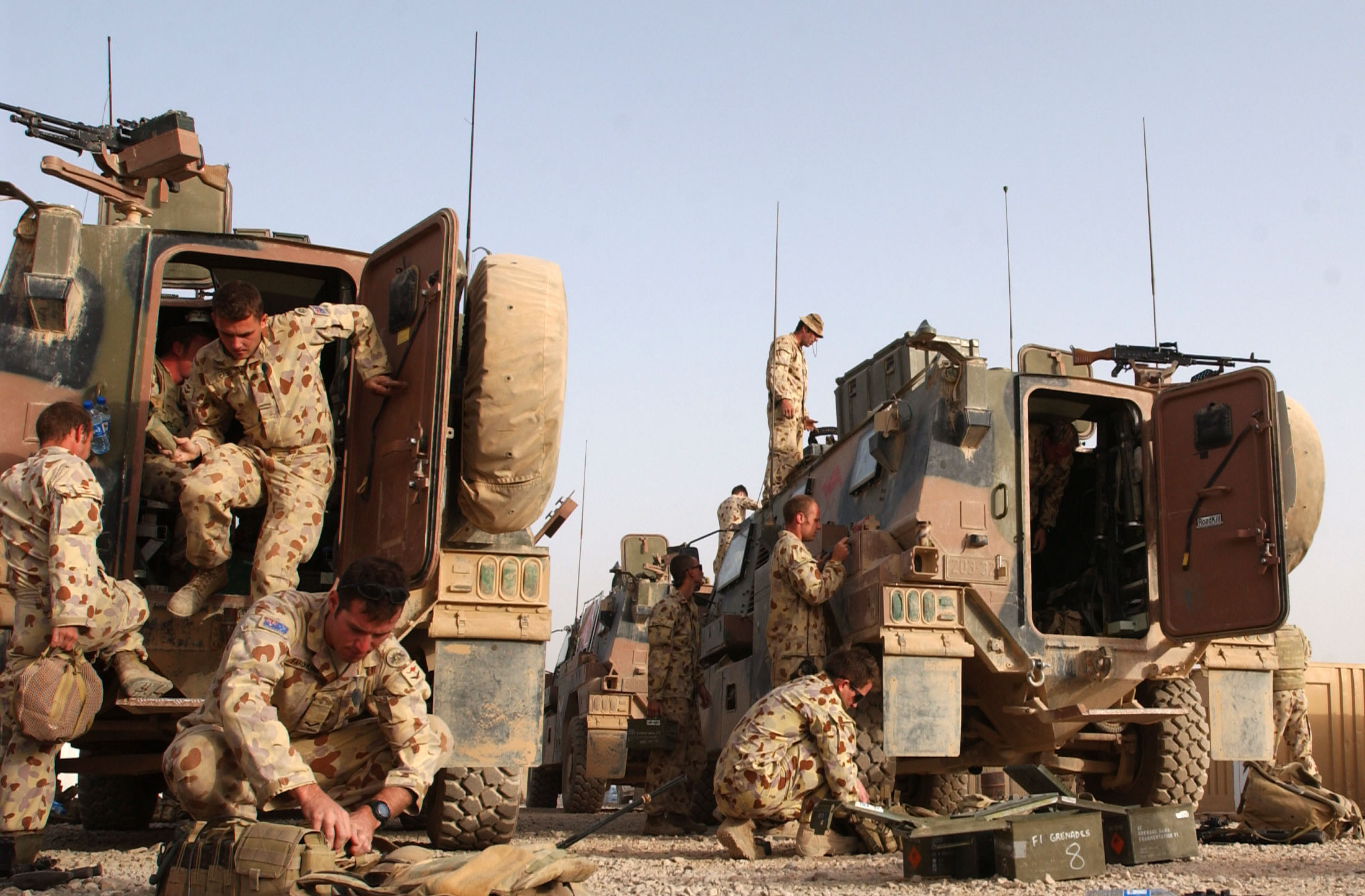
Bushmaster Австралийской армии в Афганистане, 16 августа 2008 года

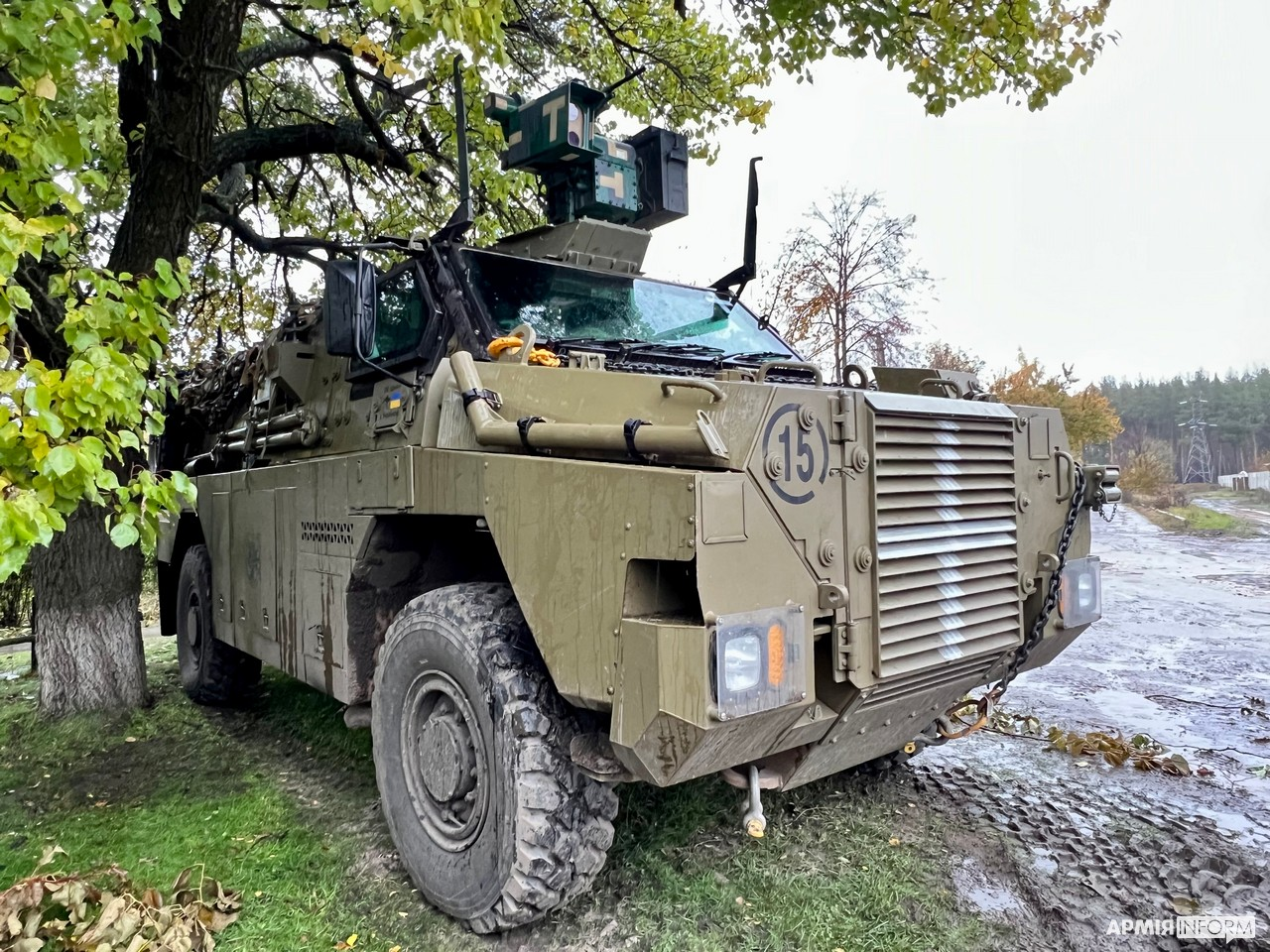
Bushmaster во время украинского контрнаступления в Харьковской области, сентябрь 2022 года

  - Армия Австралии — 1020 единиц, по состоянию на 2019 год[3]
  - Южноавстралийская лесная служба — 15 единиц в противопожарном варианте FireKing, по состоянию на 2016 год[4]
- Индонезия — 3 единицы, по состоянию на 2019 год[5]
- Нидерланды — 92 единицы Bushmaster IMV на вооружении по состоянию на 2024 год[6]
- Фиджи — 10 единиц Bushmaster IMV, по состоянию на 2019 год[7]
- Ямайка — 12 единиц, по состоянию на 2019 год[8]
- Япония — 8 единиц, по состоянию на 2019 год[9]
- Украина — 75 единиц Bushmaster на вооружении по состоянию на 2024 год[10]
- Великобритания — 24 единицы[11][12]

## Боевое применение
- Два опытных бронеавтомобиля были отправлены в Восточный Тимор в составе австралийского контингента международных сил по поддержанию мира.
- Применялся армией Нидерландов во время военных действий против сил движения Талибан в Афганистане в 2000-х годах. До 6 машин было потеряно в ходе боевых действий.[13] Еще одна была повреждена и эвакуирована.[14]
- Девяносто бронеавтомобилей были переданы Австралией Вооружённым силам Украины во время вторжения России на Украину[15][16].